# دایستسوزان ۴۸۳۹
سیارک ۴۸۳۹ (به انگلیسی: 4839 Daisetsuzan، نامگذاری:1989QG) چهار هزار و هشتصد و سی و نهمین سیارک کشف شده‌است که در ۲۵ اوت ۱۹۸۹ کشف شد.
قدر مطلق سیارک برابر ۱۳٫۲۰ است.